# Australian Bureau of Statistics
Australian Bureau of Statistics (ABS) er Australiens nationale statistikkontor. ABS udarbejder statistikker indenfor økonomi, samfund og miljø for at støtte beslutningstagning, forskning og debat i regeringen og samfundet.
ABS er beliggende i Canberra og beskæftiger 3.055 (juni 2013). Lederen har titlen Australian Statistician (Australiens statistiker) og har siden 15. december 2014 været David Kalisch. ABS hører under det australske skatteministerium.

## Historie
Ved forbundsstaten Australiens dannelse i 1901, indsamlede hver stat statistiske data til eget brug. Selv om man forsøgte at koordinere indsamlingen af data med en årlig konference for statistikere, blev det hurtigt klart, at et nationalt statistikkontor var påkrævet for at kunne udarbejde sammenlignelige statistikker for hele landet.
Statistikkontoret Commonwealth Bureau of Census and Statistics (CBCS) blev oprettet i 1905 . Sir George Knibbs blev udnævnt som den første Commonwealth statistiker. Oprindeligt var kontoret placeret i Melbourne og tilknyttet indenrigsministeriet, men i 1928 flyttede det til Canberra og i 1932 blev det overført til skatteministeriet.
I starten havde staterne deres egne statistikkontorer og arbejdede sammen med CBCS for at producere nationale data. Nogle af staterne fandt det dog vanskeligt at finansiere kontorer, der kunne levere data, som opfyldte de krav, man stillede hos CBCS. I 1924 blev Tasmanian Statistical Office overført til forbundsstaten. Denne udvikling fortsatte indtil sidst i 1950'erne, da det sidste statskontor blev lagt ind under CBCS.
I 1974 blev CBCS nedlagt og Australian Bureau of Statistics (ABS) oprettet i stedet.

## Folketælling
ABS står for den australske folketælling (Australian Census). Folketællingen gennemføres efter lov hvert femte år.
Den sidste folketælling fandt sted 9. august 2011. Det var Australiens 16. nationale folketælling og markerede 100 året for nationale folketællinger i Australien. Folketællingen i 2011 var den største logistiske operation nogensinde foretaget i Australien i fredstid. En stab på over 43.000 sørgede for at uddele omkring 14,2 millioner formularer til 9,8 millioner husstande.
Resultaterne fra folketællingen i 2011 kan ses på ABS' webside. Den næste folketælling er planlagt til august 2016.